# Plexippoides zhangi
Plexippoides zhangi là một loài nhện trong họ Salticidae.
Loài này thuộc chi Plexippoides. Plexippoides zhangi được Peng et al miêu tả năm 1998..